# Footballspiel Appalachian State Mountaineers – Michigan Wolverines 2007

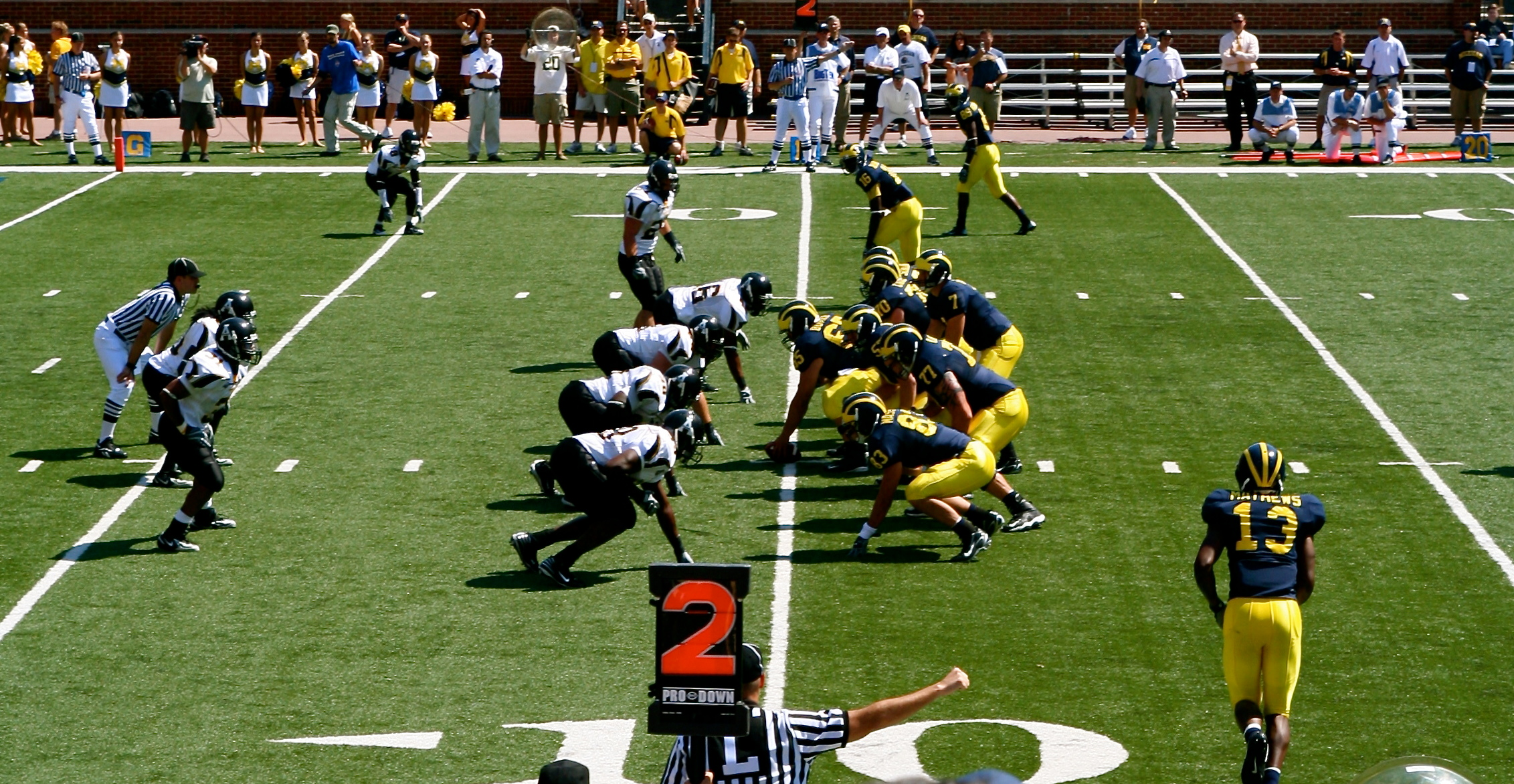
Die Offense von Michigan steht der Defense von Appalachian State gegenüber

Das Footballspiel Appalachian State Mountaineers – Michigan Wolverines 2007 war ein College-Football-Spiel zwischen den Appalachian State Mountaineers, dem Team der Appalachian State University aus der NCAA Division I Football Championship Subdivision (FCS), und den Michigan Wolverines, dem Team der University of Michigan aus der NCAA Division I Football Bowl Subdivision (FBS), vom 1. September 2007. Das Spiel fand vor 109.218 Zuschauern, davon ca. 3.000 Fans von Appalachian State, im Michigan Stadium in Ann Arbor, Michigan, statt.
Die Wolverines galten als klarer Favorit für den Sieg. Die Buchmacher von Las Vegas gaben keine Quote heraus, während andere Wettbüros Michigan mit 30 Punkten vorne sahen. Nach einem Match auf Augenhöhe im ersten Viertel und einem überlegenen Spiel Appalachian States im zweiten Viertel kam Michigan in der zweiten Spielhälfte zurück, ehe die Appalachian State Mountaineers durch zwei geblockte Field Goals in den letzten zwei Minuten ihren Sieg sichern konnten. Die Mountaineers gewannen das Spiel mit 34:32, was den ersten Sieg eines FCS-Teams gegen ein in den Polls – Meinungsumfragen unter Journalisten oder Trainern, welche aufgrund des Fehlens einer offiziellen Meisterschaft in der FBS eine Liste der Top 25 erstellen – platziertes FBS-Team darstellte. Das Spiel gilt als einer der größten Siege eines Außenseiters in der Geschichte des College Footballs (One of the biggest upsets in College football history).

## Hintergrund

### FCS vs. FBS
Der Hochschulsportverband National Collegiate Athletic Association (NCAA) hatte 2006 die Subdivisions der Division I im College Football umbenannt, welche zuvor I-A und I-AA hießen. Die I-A war die höchste Gruppe und erhielt den Namen Football Bowl Subdivision (FBS). Die Mitglieder der FBS durften jährlich 85 Footballspieler mit Vollstipendien ausrüsten. Die I-AA als zweithöchste Gruppe erhielt den Namen Football Championship Subdivision (FCS). FCS-Mitglieder dürfen ebenfalls 85 Spieler im Jahr unterstützen, jedoch nur 63 mit Vollstipendien. Diese Differenz führt zu einer Reihe von weiteren Unterschieden, die im Endeffekt dazu führen, dass mit wenigen Ausnahmen jeder Highschool-Athlet, der ein FBS-Stipendium angeboten bekommt, auch an einer FBS-Schule studiert. FBS- und FCS-Teams spielen nicht regelmäßig gegeneinander. Weil die FBS-Teams meist stärker sind, enden die Spiele zwischen FBS-Mannschaften und FCS-Mannschaften meist mit deutlichen Siegen zugunsten der FBS-Teams. Zum Ausgleich dieses Risikos erhalten FCS-Teams meist eine hohe finanzielle Gegenleistung, mit denen die FCS-Teams ihr Athletikprogramm finanzieren und größere Aufmerksamkeit für ihre Sportabteilung generieren.

### Polls
Während in der FCS, Division II und Division III eine von der NCAA vergebene Meisterschaft existiert, gibt es dies für die FBS nicht. Dort spielen Mannschaften stattdessen um die Teilnahme an Bowl-Spielen. In der FBS werden trotz über 100 Mannschaften mit unter 15 Spielen je Mannschaft nur relativ wenig Spiele gespielt. Daher fallen aufgrund der schwankenden Spielstärke der Gegner klassische Bewertungsmodelle wie Sieg-Niederlagen-Verhältnis als alleiniges Bewertungsmodell weg. Als Ersatz werden Rankings genutzt um die Spielstärken der Mannschaften untereinander zu vergleichen. Verschiedene Polls (Poll, englisch für Wahl, Abstimmung, Umfrage) ernennen dabei jeweils einen Meister im College Football. Seit 1936 wird der AP Poll des Associated Press (AP) veröffentlicht und seit 1950 der Coaches Poll. Beide sind gemeinsam die höchstgeschätzten Polls und sind zwei von vier durch die NCAA anerkannte Rankings.

### Planung und Mannschaften
2005 stimmten die Mitglieder der FBS dafür, ab der Saison 2006 12 Spiele je Saison zu spielen. Aufgrund der Kurzfristigkeit wurden die zusätzlichen Spiele relativ eilig angesetzt. 2006 spielte Michigan in diesem zusätzlichen Slot gegen Vanderbilt, entschloss sich jedoch, auf ein erneutes Spiel in der Saison 2007 zu verzichten. Nachdem Michigan zu Beginn des Kalenderjahres 2007 noch immer keinen neuen Gegner für das Saisoneröffnungsspiel gefunden hatte, einigte man sich mit Appalachian State auf ein Spiel. Die Mountaineers erhielten dafür im Gegenzug 400.000 US-Dollar.
Appalachian State hatte in den Jahren zuvor bereits gegen FBS-Mannschaften gespielt. 2004 spielten die Mountaineers gegen Wyoming, wo sie 53:7 verloren, im folgenden Jahr unterlagen sie der Louisiana State University 24:0. Dennoch gewann Appalachian State 2005 die nationale Meisterschaft der FCS, was sie auch in der nachfolgenden Saison wiederholte. Michigan hatte zuvor noch nie gegen ein FCS-Team gespielt. Die Wolverines galten vor Beginn der Saison als eine der besten Mannschaften in der FBS und belegten Platz fünf in den führenden Polls.

## Mannschaften
Folgende Spieler starteten zu Beginn des ersten Spielzuges von der Line of Scrimmage eines Teams:
| App St            | Position | Position | Michigan         |
| ----------------- | -------- | -------- | ---------------- |
| Dexter Jackson    | WR       | WR       | Mario Manningham |
| Hans Batichon     | WR       | WR       | Greg Matthews    |
| Armanti Edwards   | QB       | QB       | Chad Henne       |
| Kevin Richardson  | HB       | HB       | Mike Hart        |
| Matt Cline        | WR       | WR       | Adrian Arrington |
| Josh Johnson      | WR       | TE       | Mike Massey      |
| Jonathan Bieschke | RT       | RT       | Steve Schilling  |
| John Holt         | RG       | RG       | Jeremy Ciulla    |
| Brett Irvin       | C        | C        | Justin Boren     |
| Kerry Brown       | LG       | LG       | Adam Kraus       |
| Mario Acetelli    | LT       | LT       | Jake Long        |
| Tony Robertson    | DE       | DE       | Tim Jamison      |
| Bobby Bozzo       | DT       | DT       | Terrance Taylor  |
| Anthony Williams  | DT       | DT       | Will Johnson     |
| Gary Tharrington  | DE       | DE       | Greg Banks       |
| Cam Speer         | WLB      | LB       | Chris Graham     |
| Jacque Roman      | MLB      | LB       | Shawn Crable     |
| Pierre Banks      | SLB      | LB       | John Thompson    |
| Justin Woazeah    | CB       | CB       | Morgan Trent     |
| Jerome Touchstone | CB       | CB       | Johnny Sears     |
| Corey Lynch       | FS       | FS       | Stevie Brown     |
| Leonard Love      | SS       | SS       | Jamar Adams      |

### Michigan Wolverines
Die Offense der Wolverines wurde von Runningback Mike Hart, Quarterback Chad Henne und den Wide Receivern Mario Manningham, Greg Mathews und Adrian Arrington angeführt. Die Offensive Line wurde vor allem durch Left Tackle Jake Long geprägt, der als einer der besten Offensive Lineman in der Geschichte der NCAA galt. Henne wurde als solider Passer, der jedoch nur wenig mobil war, beschrieben. Long, der zu Beginn seiner College-Karriere durch Verletzungen gebremst war, überzeugte durch seine Disziplin. Während seiner Sophomore- und Junior-Saison ließ er keinen einzigen Sack zu und verursachte auch keine Strafe. Neben Long war auch Left Guard Adam Kraus ein Spielführer. Hinter Long und Kraus gelangen Hart gute Werte. So erlief er in der Saison vor dem Spiel 14 Touchdowns und über 1.500 Yards.
Defensiv galten sowohl die Line-Spieler als auch die Linebacker um Star-Verteidiger Shawn Crable als solide. Anders sah dies bei den Defensive Backs aus, die nach Abgängen als unerfahren galten.

### Appalachian State Mountaineers
Die Offense der Mountaineers hatte keine großen Probleme. Die Offensive Line galt als solide. Quarterback Armanti Edwards hatte in der Vorsaison sehr gute Leistungen gezeigt und war erst der fünfte Spieler und zweite Freshman geworden, der in derselben Saison für über 2.000 Yards warf und für über 1.000 Yards lief. Runningback Kevin Richardson hatte in der Vorsaison ebenfalls überzeugen können. Er stellte Schulrekorde für erlaufene Yards (1.676) und Touchdowns (30) in einer Saison auf und wurde zum Conference-Spieler des Jahres. Auch die Receiver galten als talentiert, wobei vor allem Dexter Jackson und Hans Batichon hervor traten.
In der Defensive hatten die Mountaineers vor allem Probleme in der Defensive Line, nachdem drei von vier Startern der Vorsaison graduierten. Appalachian States Gruppe der Linebacker der Mountaineers galten trotz des Abgangs von Monte Smith als eine der besten in der FCS. Das Defensive Backfield hatte dagegen keine Abgänge von Startern zu verzeichnen. Vor allem die Cornerbacks Jerome Touchstone und Justin Woazeah galten durch ihre Schnelligkeit trotz ihrer relativ geringen Größe als sehr gut und ermöglichten den anderen Spielern Druck auf den Gegner auszuüben.

## Spielverlauf

### Zusammenfassung
Sowohl Michigan als auch Appalachian State schafften es, bei ihrem ersten Drive einen Touchdown zu erzielen. Im Anschluss tauschten beide Mannschaften Punts aus. Michigan gelang es im folgenden Drive, trotz guter Verteidigung gegen den Lauf einen Touchdown zu erzielen und so nach dem ersten Viertel mit 14:7 in Führung zu liegen. Nach dem Seitenwechsel konnten die Mountaineers schließlich den Ausgleich erzielen. Michigan konnte aus seinem darauffolgenden Ballbesitz keine Punkte machen, und nach einem guten Punt Return und einer Strafe fand sich Appalachian State bereits an der 37-Yard-Linie Michigans vor. Die Gäste nutzten die Möglichkeit und erzielten einen Touchdown, woraufhin sie erstmals die Führung übernahmen. Nachdem Michigan durch ein Turnover on Downs den Ball abgeben musste, gelang es den Mountaineers, durch einen weiteren Touchdown ihre Führung auszubauen. Michigan gelang es kurz vor der Halbzeitpause noch, mit einem Field Goal den Rückstand auf 17:28 zu verkürzen.
Appalachian State erhielt in der zweiten Hälfte zuerst den Ball, gab diesen nach zwei Spielzügen durch eine Interception bereits an Michigan ab. Michigan gelang jedoch nur ein Field Goal, ebenso den Gästen im folgenden Drive. Michigan verlor seinen Ballbesitz jedoch nur wenig später, nachdem die Mountaineers einen Fumble von Michigans Runningback Hart eroberten. Diese schafften es nicht, einen Touchdown zu erzielen, sondern mussten ein Field Goal versuchen, welcher jedoch vom rechten Pfosten abprallte. Michigan musste den Ball im folgenden Drive nach 23 Sekunden wieder abgeben, jedoch konnten sie nach einem Fumble von Appalachian State den Ballbesitz wiedererlangen. Michigan gelang es diesmal, einen Touchdown zu erzielen, nach fehlgeschlagener Two-Point Conversion lagen sie jedoch noch immer mit fünf Punkten zurück. Appalachian State puntete kurz nach Beginn des vierten Viertels, gelangte jedoch nach einer Interception wieder in Ballbesitz. Erneut mussten sie jedoch ihre Angriffsserie mit einem Punt beenden. Im Anschluss gaben die Gastgeber ihren Ballbesitz erneut durch ein Turnover on Downs auf und die Mountaineers beendeten ihren Drive wieder einmal mit einem Punt. Bereits beim ersten Spielzug gelang Michigan diesmal ein Touchdown und übernahm so wieder die Führung. Durch eine erneut vergebene Two-Point Conversion stand es jedoch nur 32:31. Auch Appalachian State beendete ihren folgenden Drive nach nur einem Spielzug, jedoch durch eine Interception statt durch Punkte. Michigan versuchte in seiner Angriffsserie, mittels Laufspiel möglichst viel Zeit von der Uhr zu nehmen. Nachdem es Appalachian State schließlich gelang, sie aufzuhalten und ein Field Goal zu versuchen, schafften sie es, das Field Goal zu blocken und so bei weniger als zwei Minuten Restspielzeit den Rückstand bei einem Punkt zu belassen. Die Mountaineers spielten sich daraufhin das Spielfeld hinab, ehe sie trotz eines ersten Versuchs bei noch 26 verbliebenen Sekunden ein Field Goal erzielten und so die Führung wiedererlangten. Trotz nur wenig Restspielzeit gelangten die Wolverines bis zur 20-Yard-Linie der Mountaineers, von wo sie erneut ein Field Goal versuchten. Die Appalachian State Mountaineers schafften es jedoch erneut, das Field Goal zu blocken und sicherten sich so den 32:31-Sieg.

### Erstes Viertel

Schema des ersten Touchdowns von Appalachian State

Michigan gewann den Münzwurf vor Beginn des Spiels und wählte den Ball. Um 12:07 trat Justin Rauch den Kickoff, der an Michigans 20-Yard-Linie landete und dort fünf Yards weiter sprang, ehe ihn Mike Massey aufnahm und 18 Yards zurücktrug. Michigan begann den ersten Drive mit Spielzügen für wenig Raumgewinn, jedoch genug, um neue First Downs zu erzielen, ehe sie ein 33-Yard-Lauf von Hart bis an Appalachians 4-Yard-Linie brachte. Von dort benötigte Hart nur einen einzigen weiten Versuch, um den ersten Touchdown des Spiels zu erzielen. Nach dem Kickoff startete Appalachian State ihren ersten Drive an der 26-Yard-Linie. Nach einem Lauf für null Yards und einem Pass für sechs Yards benötigten die Mountaineers vier Yards für ein neues First Down. Edwards warf einen Pass auf Jackson, der eine Slant Route lief, welchen dieser an der 36-Yard-Linie fing. Michigans Safety Brown kam von der anderen Spielfeldseite, um Jackson zu tacklen, jedoch wich dieser aus. Jackson rannte daraufhin in Richtung Endzone – da Michigan eine Cover 0 gespielt hatte, war ihm kein Gegenspieler mehr im Weg – wo der eigentlich für ihn verantwortliche Cornerback Sears ihn noch an der 35-Yard-Linie zu tackeln versuchte, aber ebenfalls ins Leere fiel. Jackson erzielte einen Touchdown und nach verwandeltem Extrapunkt stand es nun 7:7.

Schema des ersten Sacks von Appalachian State. Gut erkennbar ist, dass beim Spielzug nur sechs Spieler der Offense an der Line of Scrimmage standen, was einen Regelverstoß darstellt.

Der anschließende Kickoff wurde bis an die 43-Yard-Linie von Michigan getragen. Nach einem Lauf für ein Yard und einem Pass für sechs Yards sah Michigan einem 3rd Down & 3 entgegen. Appalachian States Middle Linebacker zeigte einen Blitz an, während Michigan sich in der Shotgun-Formation aufstellte. Nach dem Snap blitzte sowohl der Middle Linebacker als auch der Strong Side Linebacker Pierre Banks. Während der Middle Linebacker von Runningback Hart geblockt wurde, wurde Banks von Michigans Tight End Mike Massey nicht geblockt, da dieser stattdessen seine Route lief. Banks gelangte so ungeblockt durch und sackte Henne für einen Raumverlust von 10 Yards. Nach einem Punt von Michigan begann Appalachian State ihren zweiten Drive an der eigenen 15-Yard-Linie. Sie konnten jedoch nur vier Yards erzielen, bevor auch sie den Ball durch einen Punt wieder abgaben. Der Punt ging jedoch nur 33 Yards, bevor er das Spielfeld verließ, so dass Michigan erneut in guter Feldposition ihren Drive starten konnte.
Nach einem Lauf ohne Raumgewinn folgte ein Screen Pass, der zehn Yards und damit ein neues First Down erzielte. Im Anschluss versuchte Michigan einen tiefen Pass, der jedoch von Woahzea abgewehrt wurde. Beim folgenden Spielzug konnte Banks Henne dazu bringen den Ball wegzuwerfen, um einen Sack zu vermeiden, jedoch konnte Henne beim dritten Down einen 17-Yard-Pass an den Mann bringen. Erneut lief Michigan beim ersten Down, erneut konnten die Mountaineers sie stoppen. Diesmal für einen Verlust von zwei Yards. Nach einem Draw Play für acht und einem Pass für neun Yards fand sich Michigan zehn Yards von der Endzone entfernt vor. Nach einem weiteren Lauf ohne Raumgewinn fand Henne seinen Receiver Mathews offen an der 9-Yard-Linie vor, welcher in die Endzone für den Touchdown lief. Nach dem verwandelten Extrapunkt führten die Wolverines mit 14:7.
Den Kickoff empfing der Returner CoCo Hillary an der 2-Yard-Linie und lief ihn 33 Yards weit an die 35-Yard-Linie. Nach drei Läufen für 14 Yards und einem neuen First Down konnte Michigan Richardson bei seinem vierten Lauf in Folge nach einem Yard Raumgewinn stoppen. Nach einem Pass für acht Yards und einer Strafe von fünf Yards wegen eines False Start durch Center Irvin fand Edwards Johnson für elf Yards und ein neues First Down. Richardson lief für vier Yards, ehe das erste Viertel endete.

### Zweites Viertel
Das zweite Viertel begann mit einem 9-Yard-Lauf von Richardson, worauf ein End-Around von Dexter Jackson folgte, der Appalachian State an die 4-Yard-Linie brachte. Nach einem False Start wurden sie an die 9-Yard-Linie zurückgeschickt, von der Edwards einen Touchdownpass auf Batichon warf. Beim Stand von 14:14 schoss Rauch den Kickoff bis in die Endzone, woraufhin der Returner sich hinkniete und so den ersten Touchback dieses Spiels hervorbrachte. Michigan begann ihren Drive erneut mit einem Lauf von Hart. Dieser brachte zwar 4 Yards, jedoch wurde der Raumgewinn durch einen False Start beim nächsten Down wieder nichtig gemacht. Nach zwei unvollständigen Pässen puntete Michigan. Nachdem eine Strafe für Running into the Kicker Michigan noch fünf Yards nach vorne gebracht hatte, landete der wiederholte Punt an der 30-Yard-Linie der Mountaineers und wurde von dort bis an die eigene 46-Yard-Linie zurück getragen. Wegen eines persönlichen Fouls gegen Returner Jackson erhielt Appalachian State weitere 15 Yards und begann ihren Drive somit an der 37-Yard-Linie Michigans.
Innerhalb von vier Spielzügen arbeiteten sie sich an Michigans 20-Yard-Linie vor. Bei 2nd & 8 ging Michigan erneut in die Cover 0 und wie beim ersten Touchdown warf Edwards einen schnellen Pass auf Jackson, der nach dem Fang 18 Yards in die Endzone sprintete. Nach dem Extrapunkt führte App State erstmals. Beim Kickoff empfing Sears den Ball an der Goalline und brachte ihn zurück an die 20-Yard-Linie, wo er von Josh Jackson getackelt wurde. Dabei wurde der Ball frei und die Mountaineers eroberten den Ball. Nach der Überprüfung durch den Videobeweis wurde die Entscheidung jedoch gekippt, da Sears vor dem Fumble bereits den Boden berührt hatte. Nach zwei Läufen von Ersatzrunningback Minor für insgesamt 11 Yards und zwei Pässen für 11 und 18 Yards arbeitete sich Michigan an Appalachians 40-Yard-Linie vor. In den folgenden drei Versuchen erzielten sie jedoch nur fünf Yards, und anstatt ein 52-Yard-Field-Goal zu versuchen, spielte Michigan das vierte Down aus. Appalachian State blitzte mit sieben Mann und provozierte so einen unfangbaren Pass von Henne und somit ein Turnover on Downs.
Die Mountaineers begannen ihren Drive mit einem 2-Yard-Lauf von Edwards, doch eine Facemask-Strafe brachte ihnen weitere 15 Yards und vier neue Versuche. Nun, an Michigans 48-Yard-Linie, setzten die Mountaineers auf das Laufspiel, um Zeit von der Uhr zu nehmen. Sie liefen sechs Mal in Folge und gelangten so an Michigans 9-Yard-Linie. Nach einem False Start von Holt wurden sie jedoch an die 14-Yard-Linie zurückgeschickt. Es folgten drei weitere Läufe, wobei der letzte ein 6-Yards-Touchdownlauf von Edwards war. Bei noch 2:15 Minuten Restspielzeit in der ersten Hälfte hatten die Mountaineers nun eine 28:14-Führung. Michigan begann ihren folgenden Drive von der eigenen 32-Yard-Linie. Mit einer Serie von Pässen und zwei eingestreuten Läufen gelangten sie bis an die gegnerische 5-Yard-Linie, mussten sich aber schließlich mit einem 22-Yard-Field-Goal zufriedengeben. Appalachian State empfing den anschließenden Kickoff an der 18-Yard-Linie, wo Returner Hillary abkniete. Bei noch 14 Sekunden Restspielzeit entschied sich Appalachian State die erste Hälfte mit einem Quarterback Kneel zu beenden.

### Drittes Viertel

Schema der ersten Interception von Edwards durch Trent

Zur zweiten Hälfte wechselte Michigan zwei Spieler: Englemon ersetzte Brown als Free Safety und Ezeh Thompson als Middle Linebacker. Hillary erhielt den Kickoff an der 5-Yard-Linie und lief von dort bis zur 36-Yard-Linie. Nach einem Pass für −4 Yards warf Edwards einen Pass auf Courman, verfehlte ihn jedoch. Stattdessen fing Michigans Morgan Trent den Ball ab. Es war der erste nicht komplettierte Pass von Edwards. Michigan startete ihren Drive nun an Appalachians 40-Yard-Linie. Ihr erster Spielzug der zweiten Hälfte war ein 13-Yard-Lauf von Minor. Michigan konnte jedoch in den folgenden drei Downs nur zwei Yards Raumgewinn erzielen, weshalb Michigan ein 42-Yard-Field-Goal schoss und damit die Führung auf acht Punkte verkürzte.
Nachdem Hillary beim Kick Return diesmal bereits an der 24-Yard-Linie gestoppt worden war, liefen die Mountaineers drei Mal in Folge für insgesamt 22 Yards. Daraufhin gelang ein 13-Yard-Pass von Edwards auf Hillary, welcher den verletzten Courman ersetzte. Nach Spielzügen für minus einen und einen Yard warf Edwards einen tiefen Pass auf Hillary, welcher 27 Yards brachte. Nun an Michigans 14-Yard-Linie erzielte Appalachian State in den folgenden zwei Läufen insgesamt zwei Yards. Beim dritten Down warf Edwards einen Pass auf den frei in der Endzone stehenden Quick, der den Ball jedoch fallen ließ. So mussten sich die Mountaineers mit einem 31-Yard-Field-Goal zufriedengeben. Neuer Spielstand war 31:20.
Den folgenden Kickoff ließ Sears fallen, so dass er ihn nur verzögert aufnehmen konnte, weshalb er bereits an der eigenen 11-Yard-Linie gestoppt wurde. Aufgrund von Verwirrung über den folgenden Spielzug nahm Michigan ihr erstes Timeout. Nach drei Pässen für ein neues First Down ließ Michigan Minor zwei Mal laufen. Nachdem er beim ersten Lauf sechs Yards erzielt hatte, wurde er beim zweiten Lauf von Roman getackelt, der gleichzeitig einen Fumble erzwang. Minor versuchte zwar den Ball zurückzuerobern, jedoch kam ihm Appalachians Banks zuvor. Den Mountaineers gelang es in den folgenden drei Spielzügen kaum Raumgewinn zu erzielen, weshalb sie ein 46-Yard-Field-Goal versuchten. Rauchs Schuss hatte zwar die notwendige Länge, jedoch prallte der Ball vom rechten Pfosten ab.
Zu Michigans folgendem Drive kehrte der zuvor angeschlagene Hart zurück. Beim ersten Down wählten sie jedoch den Pass, bei dem Henne einen freien Manningham überwarf. Auch die beiden folgenden Pässe wurden nicht gefangen, so dass Michigan nach nur 23 Sekunden den Ball wieder abgeben musste. Der Punt landete auf der 36-Yard-Linie, rollte jedoch weiter bis an Appalachians 16-Yard-Linie. Appalachian entschied sich weiter auf das Laufspiel zu setzen, um Zeit von der Uhr zu nehmen. Nach einem Lauf ohne Raumgewinn gelang es Richardson einen 16-Yard-Lauf zu erzielen. Es folgte ein weiterer Lauf ohne Raumgewinn. Beim zweiten Versuch stellten die Mountaineers fünf Wide Receiver auf. Nachdem Edwards keinen offen vorfand, entschied er sich selbst zu laufen. Dabei wurde er von Crable getackelt und Edwards ließ den Ball fallen. Thompson eroberte den Fumble, so dass Michigan an Appalachians 31-Yard-Linie ihren nächsten Drive startete.
Hennes erster Pass auf Arrington wurde von diesem fallen gelassen. Beim zweiten Versuch spielten sie denselben Spielzug, diesmal fing Arrington den Ball für acht Yards. Beim dritten Versuch wechselte Michigan Hart wieder durch Minor aus, welcher einen 8-Yard-Lauf für ein neues First Down erzielte. Nun wechselte Michigan Hart wieder ein und ließ ihn für fünf, sechs und vier Yards bis in die Endzone laufen. Nun, mit fünf Punkten im Rückstand, entschied sich Michigan eine Two-Point Conversion zu versuchen. Henne ließ jedoch den Snap fallen, so dass der Spielstand bei 31:26 verblieb. Hillary empfing den anschließenden Kickoff an der eigenen 1-Yard-Linie und erzielte beim Return von dort 25 Yards. Edwards warf beim ersten Versuch einen Pass auf Batichon, der drei Yards erzielte.

### Viertes Viertel
Nach einem 1-Yard-Lauf wurde Appalachian State wegen Spielverzögerung zurück an die 26-Yard-Linie geschickt. Nach einem unvollständigen Pass mussten die Mountaineers punten. Es war ihr erster Drive, in dem sie keinen Raumgewinn erzielen konnten. Der Punt landete an Michigans 38-Yard-Linie, von wo ihn Sears bis an die gegnerische 49-Yard-Linie bringen konnte, ehe er von Long Snapper Russel Wilson gestoppt wurde. Dieser griff ihm dabei jedoch ins Gesichtsgitter, so dass durch die 15-Yard-Strafe Michigan ihren nächsten Drive an Appalachians 34-Yard-Linie begann. Michigan startete ihren Drive mit zwei Läufen von Hart für jeweils sieben Yards. Nach einem False Start von Kraus änderte Michigan ihren Spielzug von einem Lauf zu einem Pass, da sie statt 1st & 10 nun ein 1st & 15 hatten. Nach einer angetäuschten Ballübergabe lief Henne nach außen, wo er von Banks unter Druck gesetzt wurde. Henne warf daraufhin einen Pass in die Spielfeldmitte auf Arrington, unterwarf ihn jedoch. Stattdessen fing Leonard Love eine Interception an der eigenen 15-Yard-Linie und lief 26 Yards, ehe er von Massey ins Aus gestoßen wurde.
Appalachian State konnte jedoch nicht davon profitieren, sondern musste nach drei Versuchen ohne Raumgewinn punten. Der Punt wurde an Michigans 24-Yard-Linie von Sears gefangen, der zuvor einen Fair Catch angezeigt hatte. Michigan begann ihren Drive mit zwei Läufen von Hart, die fünf und 21 Yards erbrachten. Nach einem 2-Yard-Lauf von Minor kam Hart wieder ins Spiel und lief für vier Yards. Nun, beim dritten Versuch, warf Henne einen Pass auf den gut gedeckten Mathews, platzierte den Ball jedoch perfekt, sodass Michigan sechs Yards und damit ein neues First Down erzielte. Ein weiterer False Start führte zu einem erneuten 1st & 15 für Michigan. Diesmal blieben sie jedoch beim Lauf, der sechs Yards erzielte. Nach einer Strafe für eine illegale Formation und einem unvollständigen Pass benötigte Michigan beim dritten Versuch 14 Yards für ein neues First Down. Appalachian ging diesmal in die Cover 0. Da Henne keinen freien Receiver vorfand, lief er selbst. Er wurde jedoch fünf Yards vor dem neuen First Down von Roman getackelt. Michigan versuchte erneut beim vierten Versuch ein neues First Down zu erzielen, jedoch wurde der Pass von Henne auf Massey von Lynch abgewehrt.

Schema des Touchdownlaufes von Hart

Appalachian übernahm an der eigenen 33-Yard-Linie den Ball. Die Mountaineers erzielten erneut kein neues First Down, stattdessen wurde Edwards zwei Mal gesackt. Der folgende Punt war jedoch kurz und wurde von Sears an Michigans 46-Yard-Linie gefangen. Bereits beim ersten Spielzug lief Hart zum Touchdown. Durch mehrere Richtungswechsel und gute Blocks durch die Offensive Line schaffte er es Michigan erstmals seit dem frühen zweiten Viertel wieder in Führung zu bringen. Da sie nur einen Punkt Vorsprung hatten, versuchte Michigan erneut eine Two-Point Conversion. Diesmal gelang zwar der Snap, jedoch stolperte Hart nach dem Handoff, so dass Michigan nur mit 32:31 führte.
Hillary empfing den Touchdown an der 1-Yard-Linie und lief bis zur 26-Yard-Linie. Mit noch 4:31 Minuten Restspielzeit begannen die Mountaineers ihren Drive. Sie entschieden sich einen Pass zu spielen und Edwards fand einen ungedeckten Courman vor. Er überwarf ihn jedoch und Michigans Ersatz-Safety Englemon sprang, um den Ball abzufangen. Er fing die Interception an der 43-Yard-Linie Appalachians, womit der Drive nach nur einem Spielzug beendet war. Michigan wollte nun möglichst viel Zeit von der Uhr nehmen. Nach einem 6-Yard-Lauf von Minor und einem 7-Yard-Lauf von Hart konnten die Mountaineers Hart beim nächsten Lauf an der Line of Scrimmage stoppen. Beim zweiten Versuch und 10 Yards zum nächsten First Down lief Hart erneut und erzielte fünf Yards. Im Versuch, möglichst viel Zeit von der Uhr zu nehmen, verschätzte sich die Offense von Michigan, so dass sie wegen Spielverzögerung fünf Yards zurück musste. Michigan versuchte nun über einen Pass das neue First Down zu erzielen, jedoch reichte es nur für vier Yards. Da Gingell zuvor bereits ein 42-Yard-Field Goal erzielt hatte, entschied sich Michigan ein 43-Yard-Field-Goal zu versuchen, um die Führung auf vier Punkte auszubauen. Defensive End Tharrington schaffte es jedoch den Kick an der Line of Scrimmage zu blocken, so dass Michigan weiterhin nur mit einem Punkt führte.
Appalachian State übernahm den Ball an ihrer eigenen 26-Yard-Linie mit noch 1:37 Minuten auf der Uhr und ohne Timeouts. Beim ersten Spielzuges des Drives erlief Edwards 18 Yards. Nach einem gescheiterten Trickspielzug, der minus vier Yards erbrachte, fand Edwards Courman für sechs Yards Raumgewinn. Michigans Safety Adams sprang jedoch an Courman vorbei, so dass dieser 14 weitere Yards erzielen konnte. Nun, an Michigans 40-Yard-Linie, warf Edwards erst einen Pass für sechs Yards und anschließend einen für vier Yards. Beim nächsten Spielzug konnte Edwards anfangs keinen freien Spieler ausmachen, weshalb er nach außen lief, um mehr Zeit zu gewinnen. Bei nur noch 37 verbliebenen Sekunden Spielzeit fand Edwards den offenen Hillary an der 22-Yard-Linie. Dieser lief im Anschluss weiter und gelangte bis an die 5-Yard-Linie. Mit nur noch 30 Sekunden auf der Uhr nahm Michigan ein Timeout, um die Uhr anzuhalten. Trotz eines First Downs entschied sich Appalachian ein Field Goal zu versuchen, da jeder Lauf und komplettierte Pass außerhalb der Endzone das Risiko mitbrachte, dass die Zeit auslaufen würde. Rauch schoss den Ball von der linken Hashmark und traf das 24-Yard-Field-Goal. Appalachian führte nun mit 34:32.

Schema des Field-Goal-Blocks durch Lynch

Mit nur noch 26 Sekunden auf der Uhr erhielt Rauch die Anweisung den Kickoff hoch und kurz zu schießen, damit ein großer Return vermieden werden konnte und noch mehr Zeit von der Uhr ging. Der Kick landete an Michigans 19-Yard-Linie, wo Minor ihn fing und weitere 15 Yards zu Michigans 34-Yard-Linie lief. Es waren noch 21 Sekunden zu spielen und Michigan hatte noch ein Timeout. Henne warf daraufhin einen Pass auf Mathews, überwarf ihn jedoch. Bei noch 15 Sekunden Restspielzeit stellte sich Appalachian nicht in der üblichen Prevent Defense auf, sondern spielte stattdessen eine Cover 3. Henne warf einen tiefen Pass auf Maningham, der Woahzea geschlagen hatte. Woahzeah versuchte ihn noch zu tackeln, verpasste ihn jedoch. Maningham stolperte nach dem Fang und fiel an der 20-Yard-Linie zu Boden. Mit noch sechs verbliebenen Sekunden nahm Michigan ihr letztes Timeout und bereitete sich auf ein 37-Yard-Field-Goal vor. Touchstone und Lynch positionierten sich rechts, ihnen gegenüber war Crable. Nach dem Snap versuchte Touchstone, um die Blocker von Michigan herumzulaufen, jedoch stellte sich Crable ihm in den Weg. Dadurch ergab sich eine Lücke zwischen Crable und den restlichen Blockern, durch welche Lynch sprintete und den Kick blockte. Lynch hob den geblockten Kick auf und sprintete in Richtung der gegnerischen Endzone. Lynch rannte bis zur 5-Yard-Linie Michigans, ehe er bei ausgelaufener Zeit von Gingell getackelt wurde. Appalachian State gewann das Spiel 34:32.

## Statistiken
Beste Passgeber war bei Appalachian State Armanti Edwards, der 17 von 23 Pässen an den Mann brachte und dabei 227 Yards und drei Touchdowns erzielte, und bei Michigan Chad Henne, der 19 von 37 Pässen für 233 Yards und einen Touchdown komplettierte. Kevin Richardson war mit 88 Yards bei 24 Läufen (ø 3,7) erfolgreichster Läufer für die Mountaineers. Mike Hart war der erfolgreichste Läufer der Wolverines, da er bei 23 Läufen 188 Yards (ø 8,2) und drei Touchdowns erzielte. Bester Passempfänger war bei Appalachian State Dexter Jackson, der drei Pässe für 92 Yards und zwei Touchdowns fing. Michigans bester Passempfänger war Greg Mathews, der sieben Pässe für 68 Yards und einen Touchdown fing.
Appalachian State erzielte 19 First Downs, Michigan 22. Die Gäste konnten 7 von 13 Third Downs in neue First Downs verwandeln (54 %), einen vierten Versuch spielten sie nie aus. Die Gastgeber konnten 7 von 15 dritten Versuchen in neue erste Versuche verwandeln (47 %) und scheiterten bei beiden 4th-Down-Conversions. Die Mannschaft aus North Carolina war 31:12 Minuten im Ballbesitz, während die Michiganer 28:48 Minuten den Ball kontrollierten. Die Mountaineers erzielten im Passspiel 227 Yards und im Laufspiel 160 Yards, insgesamt also 387 Yards. Die Wolverines waren im Laufspiel mit 246 Yards erfolgreicher und erzielten im Passspiel 233 Yards. Mit insgesamt 479 Yards erzielten sie 92 Yards mehr als der Gegner. Beide Mannschaften verursachten sieben Strafen, wobei sich Appalachian States zu 45 Yards aufsummierten, während der Gastgeber 56 Yards dadurch aufgab. Beide Mannschaften verloren den Ball einmal während eines Fumbles, Michigan verbuchte jedoch nur eine Interception, die Gäste zwei.

## Taktik

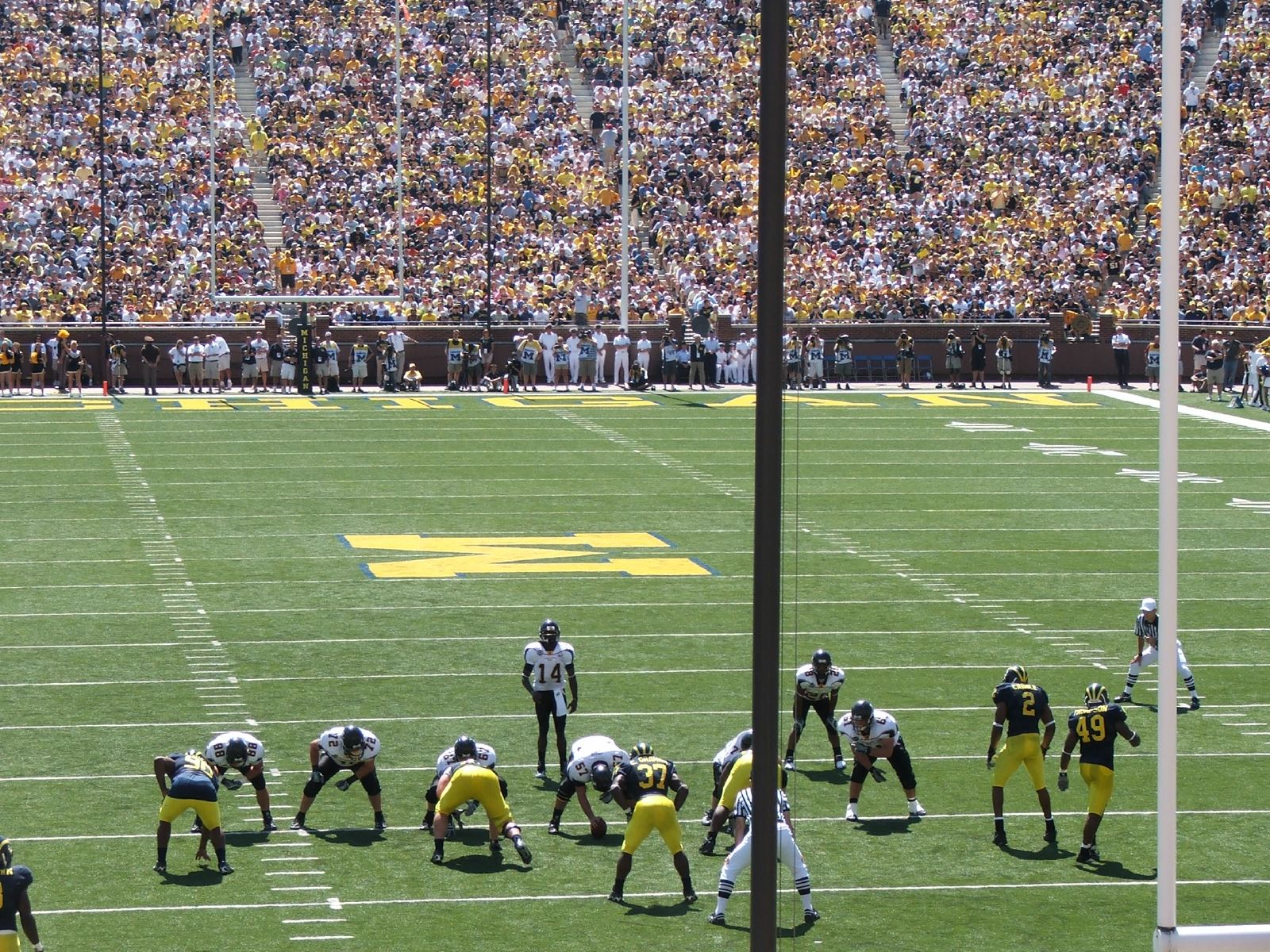
Die Mountaineers Offense an der Line Of Scrimmage in der Shotgun-Formation. Da der Quarterback einige Yards hinter dem Center steht, hat er etwas mehr Zeit, die freien Wide Receiver auszumachen.

Appalachian States Offense basierte auf der No Huddle Spread Offense. Es wurde nur selten ein Huddle gebildet, um die Spielzüge zu besprechen und stattdessen der Spielzug direkt an der Line of Scrimmage angesagt. Quarterback Armanti Edwards war ein Dual-Threat Quarterback, also ein Quarterback, der sowohl als Läufer, als auch als Werfer eine Gefahr darstellte. Er wurde in der Shotgun-Formation aufgestellt, aus der er entweder warf oder durch eine Lücke lief. Häufig wurden vier oder fünf Wide Receiver aufgestellt und über die gesamte Breite des Feldes verteilt.
Defensiv setzten sie darauf, die flinken, jedoch kleineren Cornerbacks innen aufzustellen, um die gegnerischen Receiver in der Manndeckung nach außen zu drängen. Dies zwang Henne dazu riskante Pässe nach außen, statt sicherere Pässe über die Mitte zu spielen, wo der Größenunterschied den Receivern einen Vorteil verschaffen würde. Dies erlaubte auch den Linebackern und Safeties zu blitzen. Die Defensive Line der Mountaineers hatte die Aufgabe, die Offensive Line Michigans wenigstens davon abzuhalten, ihre Blocks im defensiven Backfield zu setzen, so dass die Linebacker und Safeties das Laufspiel stoppen konnten.
Michigans Offense spielte eine klassische Pro Style Offense, die sich jedoch auf wenige Spielzüge begrenzte und keine weiteren Kniffe oder Tricks integrierte. Defensiv setzten die Wolverines auf eine Nickeldefense, die Manndeckung spielte, wobei ein Safety frei war. Michigan änderte ihre Taktik zur zweiten Halbzeit, indem sie einen zusätzlichen Linebacker nahe an die Line of Scrimmage stellten, um so Pässe über die Mitte und Läufe besser verteidigen zu können. Zudem setzten sie mehr auf Cover 2, da so die Safeties den anderen Spielern aushelfen konnten, wenn diese in der Manndeckung abgehängt wurden. Beim Kickoff Return setzten sie auf eine Formation mit zwei Kick Returnern.

## Fernsehen
Übertragen wurde das Spiel vom neugegründeten Big Ten Network (BTN), dessen erste Übertragung dieses Spiel war. Kommentiert wurde das Spiel von Thom Brennaman und Charles Davis als Analyst. Als Sideline Reporter war Charissa Thompson aktiv. Das Big Ten Network unterbrach die Übertragung des Spiels der Northwestern gegen Northeastern beim Stand von 24:0 (Endstand 27:0), um auf das Spiel von Michigan zu wechseln. Später wurde auch die Übertragung des Spiels von Michigans Rivalen Ohio State gegen Youngstown State beim Stand von 38:6 zugunsten des weniger eindeutigen Spiels von Michigan unterbrochen. Selbiges geschah auch bei den Spielen von Michigan State und Penn State. Für das Network war das Spiel ein voller Erfolg. In den Wochen nach dem Spiel gewann BTN 13 Millionen Abonnenten zu den vorherigen 17 Millionen. Dieser finanzielle Erfolg führte dazu, dass weitere Conferences einen eigenen Sender gründeten.

## Folgen

### Reaktionen

#### Campus
Nach Bekanntgabe des finalen Ergebnisses kam es zu Feiern auf den Campus und in den umgebenden Städten von Universitäten. Neben den Anhängern von Appalachian State erfreuten sich auch Fans von Ohio State, Michigan State und Penn State, alles sportliche Rivalen von Michigan, am Sieg der Mountaineers. Studenten der Appalachian State rissen nach dem historischen Sieg im Kidd Brewer Stadium die Goalposts ab. Aufgrund der durch das Spiel gewonnenen nationalen Aufmerksamkeit nahm die Anzahl der Bewerbungen und die Qualität der Studenten (basierend auf dem Grade Point Average und dem standardisierten Test SAT) zu. Anhänger von Michigan wurden nach dem Spiel als geschockt beschrieben.

#### Presse
Nach dem geblockten Field Goal bezeichnete Kommentator Brennaman das Spiel als eine der größten Überraschungen in der Geschichte des College Footballs, eine Meinung, die von der gesamten Medienlandschaft geteilt wurde.

“Appalachian State has stunned the college football world. One of the biggest upsets in sports history.”

„Appalachian State hat die College-Football-Welt sprachlos gemacht. Eine der größten Überraschungen in der Sportgeschichte.“

Viv Bernstein von der New York Times nannte es eine „in jeder Hinsicht atemberaubende Überraschung“ (It was a stunning upset by any measure.), wies aber auch darauf hin, dass es für diejenigen, die die Mountaineers seit längerem verfolgten, weniger überraschend war. Appalachian State wäre bereits seit längerem ein sehr starkes Team und habe nicht ohne Grund selbst in der eigenen Umgebung Probleme, einen Gegner außerhalb der eigenen Conference zu finden.
Die Sports Illustrated zeigte auf dem Cover ihrer Ausgabe vom 10. September 2007 einen Ausschnitt aus dem Spiel, genauer Dexter Jackson beim Erzielen eines seiner beiden Touchdowns. Es war das erste Mal seit 35 Jahren, dass ein College-Football-Spieler aus North Carolina das Cover der Sports Illustrated zierte. Selbiges Magazin wählte Corey Lynch zum Special Teams Player of the Week. Die Football Writers Association of America wählte die Mountaineers zur Mannschaft der Woche.
2010 nannte ESPN das Spiel den größten Favoritensturz in der Geschichte des College Footballs. Die populären Websites Bleacher Report und Fansided taten dies 2015 in voneinander unabhängigen Umfragen ebenfalls.

### Polls
Michigan war vor dem Spiel als fünftbestes Team der Nation bewertet worden. Nach dem Spiel fiel es aus dem Ranking, womit es zum ersten Top-5-Team wurde, dem dies wegen eines einzigen Spiels zuteilwurde. Zuvor war der größte Fall der von Notre Dame nach einer Niederlage gegen Northwestern 1995, als sie 16 Plätze von #9 auf #25 fielen. Trotz der Niederlage erhielt Michigan weiterhin Stimmen. Im finalen AP Poll wurde Michigan achtzehnter. Die Associated Press änderte nach dem Spiel ihre Regeln für den Poll und machte nun alle Division-I-Programme wählbar. Zuvor waren nur Division-I-A/I-FBS-Teams wählbar. In ihrer ersten Woche als wählbares Team erhielten die Mountaineers 19 Punkte von vier Stimmberechtigten und waren damit 33. Appalachian State wurde das erste Team einer niederen Division, das im finalen Poll der Associated Press Stimmen erhielt. Der Coaches Poll machte FCS-Mannschaften jedoch auch nach dem Sieg der Mountaineers nicht wählbar. Auch im Coaches Poll fiel Michigan nach der Niederlage aus den Top 25, erhielt aber weiterhin Stimmen. Im finalen Coaches Poll gelangte Michigan auf Platz 19.

## Erneutes Aufeinandertreffen 2014
2011 einigten sich beide Mannschaften auf ein erneutes Aufeinandertreffen für den Saisonauftakt der Saison 2014. Es war das erste Spiel der Mountaineers in der FBS, in welche sie zu dieser Saison gewechselt waren. Dieses Spiel war für Appalachian State finanziell sogar noch ertragreicher, da Michigan ihnen eine Million US-Dollar zahlte. Die Networks stritten sich hierbei um die Übertragungsrechte. Das Spiel endete mit einem 52:14-Sieg für Michigan.